# Tom Hunter
Tom Hunter foi um jogador de lacrosse norte-americano. Hunter era membro da St. Louis Amateur Athletic Association na qual conquistou a medalha de prata nos Jogos Olímpicos de Verão de 1904 em Saint Louis.